# Dendrokingstonia acuminata
Dendrokingstonia acuminata är en kirimojaväxtart som först beskrevs av Friedrich Anton Wilhelm Miquel, och fick sitt nu gällande namn av Chaowasku. Dendrokingstonia acuminata ingår i släktet Dendrokingstonia och familjen kirimojaväxter. Inga underarter finns listade i Catalogue of Life.